# Володимира Демус
Володимира Демус, з дому Когут (1923, с. Цеперів на Львівщині — 24 лютого 2006) — українська поетка зі США. Належала до Нью-Йоркської групи.
Активна діячка української діаспори, меценат культурно-просвітницьких установ Америки та України.

## Біографія
Народилася Володимира Демус в родині сільського вчителя Стефана Когута та Марії Любояцка, за походженням чешки. Закінчила народну школу у селі Цеперів, навчалася в Академічній гімназії у Львові. Після окупації більшовиками Галичини в 1939 році родина переїхала на захід і Володимира продовжила навчання разом із своєю сестрою-двійняшкою у Ярославській гімназії. У 1942-ому році переїхала із сестрою до Львова здавати матуру в Львівській гімназії. Події Другої світової війни привели до еміграції родини Когутів.
У 1944 році у Німеччині побралася з Пилипом Демусом, який навчався на медичному факультеті університету.
У 1950 році вони переїхали до Америки і поселилися у передмісті Чикаго. Пилип працював лікарем, а Володимира продовжила навчання в американському коледжі на факультеті філософії, а також паралельно на українських педагогічних курсах ім. Петра Могили в Чикаго. Отримала диплом вчителя школи українознавства.

### Меценатська та громадська діяльність

Обкладинка першої збірки поезій В. Демус «На Людських Озерах». 1977 р.

- Подружжя Демусів були одними з перших меценатів Києво-Могилянської академії.
- Наприкінці 1960-х років В. Демус підтримала зведення храму св. Володимира і Ольги в Чикаго. Крім того, вона разом з чоловіком підтримала ряд інших українських установ та організацій в Чикаго.

Володимира Демус — членкиня 84-го Відділу Союзу Українок Америки (Чикаго). Перша збірка її поезій «На Людських Озерах» (88 с., рисунки і обкладинка Андрія Демуса) була видана у 1977 році Нью-Йоркською групою. Газета «Свобода» (Ч. 168, 10.08.1978 р.) видрукувала рецензію на цю книгу літературознавця і критика, дійсного члена НТШ Луки Луціва. Він відзначає книгу В. Демус як «дбайливо видану збірку», наголошує, що «сама авторка виявляє дійсну культуру слова».

## Творчий доробок
Поетичні збірки:
- «На людських озерах», 1977 р. Видана Нью-йоркською групою, Нью-Йорк-Чикаго.
- «Вічне тепер», 1984 р. Видана Українським Інститутом Модерного Мистецтва. Чикаго.
- «Альбом», 2002 р. Видана Українським Інститутом Модерного Мистецтва, Чикаго.

У творчому доробку поетеси багато віршів та нарисів, що друкувалися на сторінках журналів та часописів в Україні і в Америці.

## Інтернет-ресурси
- Час і події. Светій пам'яті Володимири Демус присвячується… [Архівовано 5 березня 2016 у Wayback Machine.]
- Іван Черех. Немов розсипане намисто. Кур'єр Кривбасу. Число 7-8. 1995 р.
- НАУКМА. Бібліотека — інтелектуальна скарбниця університету світового рівня